# Sverkestaån
Sverkestaån är ett 37 km långt vattendrag som har sin början i sjön Norrmogen. Den rinner vidare till byn Rockhammar med Lustholmen och mynnar ut i Arbogaån.

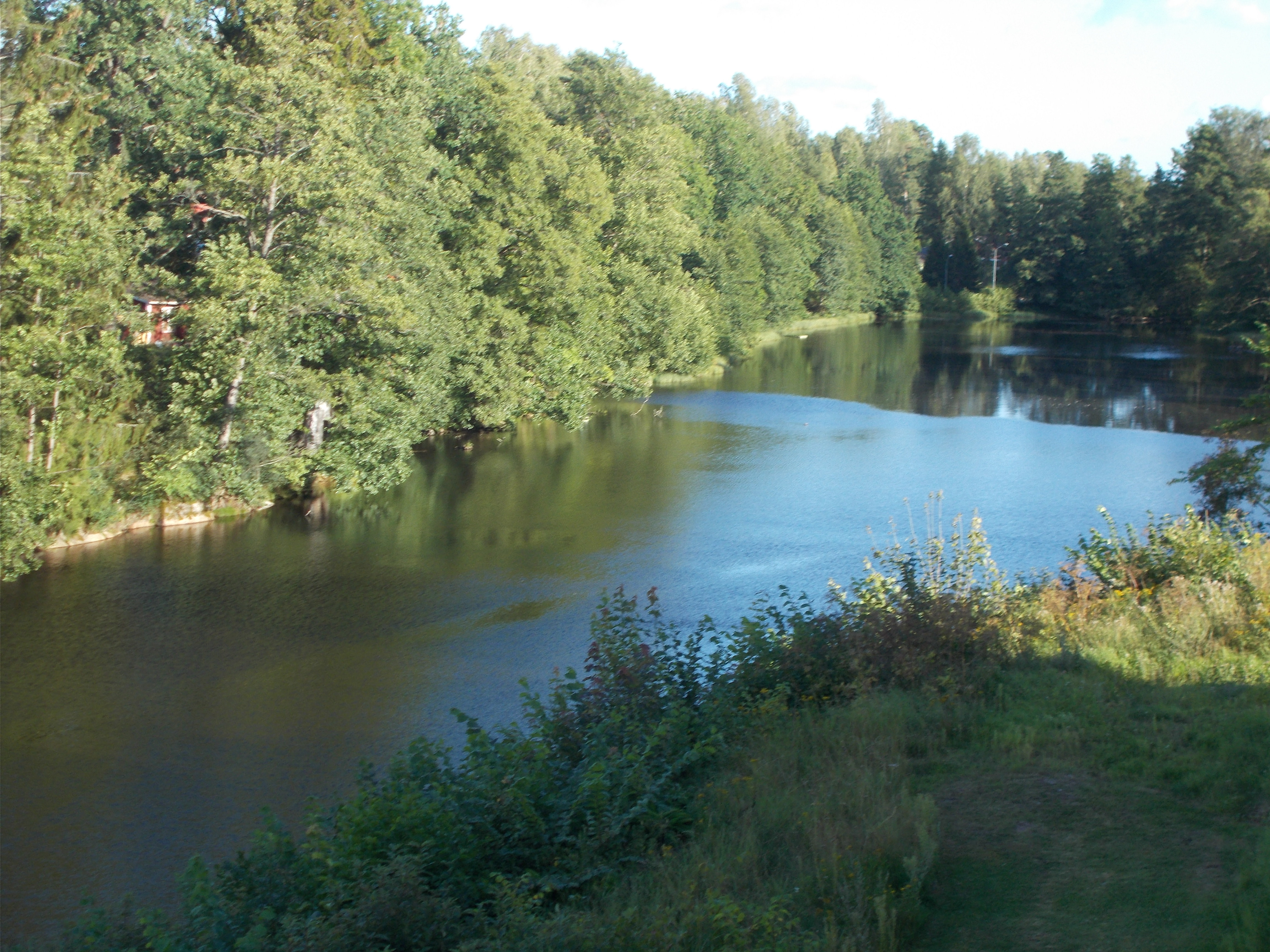
Sverkestaån i Rockhammar

Området Bergslagen, norr om Hjälmaren och nordväst om Mälaren, genomkorsas av ett stort antal vattendrag, men mycket få sträckor med fritt strömmande vatten finns bevarade. Sverkestaån är den absolut längsta sträckan. Den innehåller elva forsar och några små sjöar. Ån har en stor fallhöjd, drygt 25 m, men har ändå inget kraftverk.
Sverkestaån slingrar sig genom främst skogs- och myrmark. Den södra delen passerar mycket jordbruksmark. Trots dess forsar så flyter vattnet i ån till största del lugnt, vilket på många sträckor resulterar i ett grumligt och övergött intryck.

## Växt- och djurliv
Fastän bara delar av ån har sökts igenom så har två musselarter med okänt bestånd hittats. Fiskarna stensimpa, lake, gädda och bäcknejonöga har konstaterats. Därtill har ett fåtal områden goda förutsättningar för öring, som även har hittats i ån. Elva vandringshinder för fisk har lokaliserats. Bilder på tio av hindren finns i referensen till detta stycke. Det finns en hel del bäver, älg och rådjur omkring vattendraget, men även lo, björn och varg kan förekomma.

## Paddling i Sverkestaån
En paddelsträcka är mellan Nyhammar och Rockhammar med några forspassager under broar och 2 stycken namngivna forsar. 
Det finns en forssträcka som är cirka 300 meter från den högra dammluckan vid vägen i Storbo men den är inte alltid vattensatt. Bästa tid för paddling är i mitten på maj. Sträckan Nyhammar - Storbo är 23,6 km.
Bergslagen Forsränning AB anordnar guidade forsränningar med ganska små gummibåtar i Sverkestaån från slutet av mars till mitten av september varje år. Företaget startades 2009 och har sitt säte i Lindesberg.